# Sandra Zwolle
Sandra Kornelia Zwolle (ur. 15 marca 1971 w Heerenveen) – holenderska łyżwiarka szybka, dwukrotna medalistka mistrzostw świata.

## Kariera
Pierwszy sukces w karierze Sandra Zwolle osiągnęła w 1989 roku, kiedy zdobyła brązowy medal w wieloboju podczas mistrzostw świata juniorów w Kijowie. W zawodach tych wyprzedziły ją jedynie dwie reprezentantki NRD: Ulrike Adeberg oraz Anke Baier. W kategorii seniorek pierwszy medal zdobyła na dystansowych mistrzostwach świata w Hamar w 1996 roku, gdzie była trzecia na dystansie 1500 m. Uległa tam swej rodaczce, Annamarie Thomas i Niemce Claudii Pechstein. Na tych samych mistrzostwach była też czwarta w biegu na 1000 m, przegrywając walkę o medal z reprezentującą Austrię Emese Hunyady. Podczas rozgrywanych rok później dystansowych mistrzostw świata w Warszawie zajęła drugie miejsce na 1000 m, rozdzielając kolejną Holenderkę, Marianne Timmer i Franziskę Schenk z Niemiec. W 1998 roku brała udział w igrzyskach olimpijskich w Nagano, zajmując siedemnaste miejsce w biegu na 500 m i piętnaste na dwukrotnie dłuższym dystansie. Pięciokrotnie stawała na podium zawodów Pucharu Świata, odnosząc przy tym jedno zwycięstwo: 10 grudnia 1995 roku w Oslo wygrała bieg na 1500 m. Najlepsze wyniki osiągnęła w sezonie 1995/1996, kiedy była piąta w klasyfikacji końcowej 1000 m i szósta w klasyfikacji 1500 m. W 1999 roku zakończyła karierę.